# فرسفج
فَرِسفَج شهری از توابع بخش قلقل‌رود شهرستان تویسرکان در استان همدان ایران است.
این شهر در جنوب باختری استان همدان قرار گرفته دارد و مرکز بخش قلقل‌رود می‌باشد.
فرسفج که از نقاط تاریخی و باستانی شهرستان تویسرکان هم به حساب می‌آید، سومین شهر (از لحاظ جمعیت و مساحت) در این شهرستان پس از تویسرکان و سرکان است.
ادامهٔ راه شهر همدان به تویسرکان به دوراهی فرسفج می‌رسد.
در این دوراهی یک راه به سوی شهرهای کنگاور و کرمانشاه و راه دیگر به طرف شهرهای فیروزان و نهاوند می‌رود.
شهرستان تویسرکان در تقسیمات کشوری ۱۳۷۱ خ. فقط دو شهر به نام‌های تویسرکان و سرکان داشت و در ۱۳۷۹ خ. شهر فرسفج نیز جزو آن شد.

## معابر
از معابر شهر فرسفج می‌توان به چهارباغ کانون، خیابان‌های خلیج فارس، ولی عصر، امام رضا، مرصاد، شهید مدنی، کوچه‌های امام محمدباقر، شهید ذبیح‌الله بیات، میلاد، میعاد و امام علی و راه پارک کوهستانی (محل بازی کودکان) اشاره کرد.

## وجه تسمیه
نام قدیمی فرسفج بنام پارت سپه بوده پادگانی در زمان ساسانیان.
محصولات کشاورزی. سیب زرد وقرمز الو گلابی هلو.
بخاطر سیبهای شیرین وخوش مزه بنام شهر شکوفه‌های سیب می‌شناسند

## مردم
مردم این شهری از مردم لر هستند و مانند دیگر نقاط شهرستان تویسرکان به زبان لری ثلاثی و تکلم می‌کنند.

## در قدیم
لغت‌نامهٔ دهخدا به نقل از فرهنگ جغرافیایی ایران، جلد پنجم در مورد فرسفج می‌نویسد:
دهی است از دهستان قلقل‌رود شهرستان تویسرکان، واقع در ۱۸ هزار گزی جنوب باختری شهر تویسرکان و ۴ هزار گزی جنوب راه شوسه تویسرکان به کرمانشاه و کنار رودخانه تویسرکان. ناحیه‌ای است جلگه‌ای، سردسیر و دارای ۵۱۶ تن سکنه. از قلقل‌رود مشروب می‌شود. ژان اوبن که در اواخر دوره قاجار از فرسفج عبور کرده است شرح بی نظیری از مراسم نوروز در آن بیان کرده استو او مهمان کدخدای ده بوده و از وی و دو همسرش بسیار به نیکی یاد کرده است. -</ref> اوبن، اوژن، ایران امروز(۱۹۰۷–۱۹۰۶)ایران و بین‌النهرین (سفرنامه و بررسی‌های سفیر فرانسه در ایران)، ترجمه و حواشی علی اصغر سعیدی، تهران:زوار،1362</ref> محصولاتش غلات، پنبه، حبوب و انواع میوه است. اهالی به کشاورزی و گله‌داری گذران می‌کنند. از صنایع دستی زنان قالیچه‌بافی است. راه مالرو دارد. یک پل آجری در جنگ بین‌المللی اول روی قلقل‌رود بنا شده که راه شوسه حمیل‌آباد از روی آن می‌گذرد. دارای دبستان، دو مسجد، زیارتگاه، کاروانسرای شاه عباسی و ۱۰ باب دکان می‌باشد.
فرسفج سه محله جانبی به نامهای امیرآباد، فتح‌آباد و برگچه نیز دارد و روستاهای تابع آن شامل منجان، چاشخوره، جرا (گرا)، برفیان، گلیان، اکبرآبار، قاسم‌آباد، حاجی تو، یعقوب شاه (یعقوب آباد)، قلی لاله سفلی و قلی لاله علیا می‌باشند.
مرکز بهداشتی-درمانی فرسفج، درمانگاه گلوگاه در منطقه بوده و با داشتن هفت خانه بهداشت خدمات سلامت و درمان را در سطح گسترده‌ای به جمعیتی بالغ بر ۸۰۰۰ نفر ارائه می‌کند.

## اقتصاد
امروزه ناحیهٔ صنعتی فرسفج در کیلومتر ۱۵ جاده تویسرکان - کنگاور قرار گرفته است و کارخانه‌هایی در آن مستقر شده‌اند.
شهرک گلخانه‌ای فرسفج نیز با ۹ واحد فعال، تولیدات صیفی دارد که به شهرهای کرمانشاه، همدان، زنجان و تهران صادر می‌شود.

## آثار تاریخی
پل فرسفج در مجاورت شهر فرسفج و در نزدیکی کاروانسرای شاه‌عباسی و در کیلومتر ۲۰ جاده تویسرکان به کنگاور روی رودخانه قلقل‌رود بنا شده است از آثار تاریخی این شهر است.
این پل ۴۰۰ ساله که در زمان شاه‌عباس صفوی ساخته شده در سال ۱۳۷۶ در فهرست آثار تاریخی کشور قرار گرفت.
کاروانسرای فرسفج نیز در سال ۱۳۸۷ خورشیدی به مجموعه‌ای برای تولید و ارائه صنایع دستی همدان تبدیل شد.
برخی اشیاء کهن یافت‌شده در فرسفج امروزه در موزه همدان نگهداری می‌شود.